# Haushaltsauflösung
Eine Haushaltsauflösung (auch: Wohnungsauflösung) ist die vollständige Räumung einer Wohnung, einschließlich der dazugehörigen Nebenräume (Keller, Dachboden, Garage) vom Hausrat des Wohnungsinhabers, die damit verbunden ist, dass der Wohnungsinhaber danach keinen eigenen Haushalt mehr führt. Durch letzteren Punkt unterscheidet sie sich von einem Umzug. Im Bezug auf die Volkswirtschaftslehre und die amtliche Statistik stellt die Haushaltsauflösung einen Abgang der Zahl der Privathaushalte dar.
Die Entfernung und Entsorgung unbrauchbarer und wertloser Gegenstände im Zuge einer Haushaltsauflösung nennt man auch Entrümpelung. Bei den zu entsorgenden Gegenständen handelt es sich meist um Sperrmüll und anderen wertlosen Hausrat. Haushaltsauflösung und Entrümpelung sind auch die Bezeichnungen der Dienstleistung, die Haushaltsauflösung durchzuführen.

## Anlässe für die Auflösung des Haushalts
Die Haushaltsauflösung kann aus unterschiedlichen Gründen erforderlich werden: Nach einem Todesfall, im Zuge der Zwangsräumung der Wohnung, beim Umzug des Bewohners in ein Pflegeheim oder bei dauerhafter Unterbringung in einer psychiatrischen Klinik. Auch vor Antritt einer längeren Freiheitsstrafe oder einer Auswanderung kann der Haushalt aufgelöst werden.

## Durchführung
Die Arbeiten werden vom Eigentümer des Hausrats – dem Besitzer der betreffenden Wohnung – oder durch Dritte durchgeführt. Hierzu kann eine Verfügung in einer Vorsorgevollmacht getroffen werden. Mit der Durchführung kann man einen Entsorgungsfachbetrieb beauftragen. Auch karitative Einrichtungen bieten hierzu Hilfe an.
Gut erhaltene Möbel und brauchbarer Hausrat werden im Vorfeld in vielen Fällen gespendet oder über Internet-Marktplätze verkauft. Hierfür gibt es Portale und Marktplätze, bei welchen sich in vielen Fällen Interessenten finden, die die Gegenstände vor der Wohnungsauflösung selbst abholen können.
Besteht für den Betroffenen eine rechtliche Betreuung, muss  sich der Betreuer um die Auflösung kümmern, soweit sich dazu ein Anlass bietet und Wohnungsangelegenheiten zu seinem Aufgabenkreis zählen. Betreibt der Betreuer den Umzug in eine andere Unterbringung, muss ihm auch das Aufenthaltsbestimmungsrecht übertragen worden sein. Geschäfte über den Haushalt, etwa zum Verkauf einzelner Gegenstände oder zur notwendigen Neuanschaffung neuer Teile, setzen die Zuständigkeit für „Vermögensangelegenheiten“ voraus.
Sachwerte können verkauft werden, etwa Kunstgegenstände oder Antiquitäten an spezialisierte Händler oder im Rahmen einer Auktion, ggf. muss bei höherwertigen Objekten auch ein entsprechender Sachverständiger herangezogen werden. Falls verfügbar, kann Hausrat auch bis zu einer gewissen Menge kostenlos (unterschiedlich je nach Gemeinde) durch die Sperrmüllabfuhr beseitigt werden. Im Falle von Grundeigentum zählt zur Verwertung auch die Eigentumswohnung oder das Haus selbst, in dem sich der aufzulösende Haushalt befunden hat.
Im Falle einer Mietwohnung ist das Mietverhältnis zu kündigen. Der Betreuer bedarf hierzu einer Genehmigung des Betreuungsgerichts (§ 1907 I BGB). Die Wohnung ist zu räumen und an den Vermieter zurückzugeben. Gegebenenfalls sind bei Beendigung des Mietverhältnisses Schönheitsreparaturen durchzuführen. Ebenso sind bestehende Verträge zur Strom- und Gasversorgung, Telekommunikation usw. zu kündigen.
Die neue Unterbringung ist vorzubereiten. Hierzu ist gegebenenfalls ein Heimvertrag oder ein neuer Mietvertrag abzuschließen. Auch hierzu bedarf der Betreuer der Genehmigung durch das Betreuungsgericht (§ 1907 III BGB). Wenn es die wirtschaftlichen Verhältnisse des Betroffenen erlauben, kann auch der Neukauf einer geeigneten Immobilie in Betracht kommen. Die neue Wohnung ist gegebenenfalls nach den Bedürfnissen des Betroffenen einzurichten, beispielsweise barrierefrei umzubauen. Soweit erforderlich, sind auch neue Möbel und Gebrauchsgegenstände zu beschaffen.

## Kosten
Die Kosten der Haushaltsauflösung hat der Eigentümer des Hausrats zu tragen. Bei einem Todesfall sind das die Erben. Ihre Höhe hängt von der zu entsorgenden Menge des Hausrats sowie von den Anfahrtwegen, Lage des Objekts (Hanglage, Stockwerk und Vorhandensein eines Fahrstuhls) und dem Zugang im Inneren des Objekts zusammen. Ebenfalls ist die Beschaffenheit des Hausrats einflussnehmend, da die Entsorgungskosten bei verschiedenen Abfallarten variieren können. Bei professionellen Anbietern, die Wohnungsauflösungen durchführen, ist es üblich, den Wert der noch verkäuflichen Gegenstände anzurechnen und von den Kosten für die Entsorgung der nicht mehr verwendbaren abzuziehen.
Die Kalkulation für die Kosten von Haushaltsauflösungen erfolgt meist auf Grundlage von Objekt-Besichtigungen durch das jeweilige Entsorgungsunternehmen. Mittlerweile bieten Internetplattformen auch digitale Kostenrechner für Entrümpelungen und Haushaltsauflösungen an, durch welche keine Besichtigung mehr für die Kalkulation notwendig ist.
Ist der frühere Wohnungsinhaber nicht in der Lage, für die Kosten aufzukommen, so kommt es auf die Umstände des Einzelfalls an, ob diese von Unterhaltspflichtigen oder Träger der Grundsicherung als notwendige Umzugskosten zu übernehmen sind. Hierzu sind zuvor die erforderlichen Anträge bei dem jeweils zuständigen Sozialleistungsträger zu stellen.

## Haushaltsauflösung als Dienstleistung
Haushaltsauflösung und Entrümpelung sind auch die Bezeichnungen der Dienstleistung, die Haushaltsauflösung durchzuführen. Das Geschäftsmodell basiert einerseits auf einem Entgelt für die Entsorgung des nicht verwertbaren Teils des Hausrates und andererseits dem Verkauf nutzbarer Gegenstände. Daher wird diese Dienstleistung auch in der europäischen Systematik der Wirtschaftszweige unter Einzelhandel (mit sonstigen Gütern (in Verkaufsräumen)), NACE-Schlüssel 477993 geführt.
Seriöse Anbieter für Wohnungsräumungen verpflichten sich dabei, eventuell in der Wohnung gefundene Wertgegenstände (z. B. Schmuck) dem Auftraggeber auszuhändigen oder den Wert anzurechnen. Auch Aspekte des Datenschutzes, wenn etwa in einer Wohnung noch persönliche Unterlagen, Fotos etc. vorhanden sind, sollten beachtet werden.